# Mazus harmandii
Mazus harmandii är en tvåhjärtbladig växtart som beskrevs av Bonati. Mazus harmandii ingår i släktet Mazus och familjen Mazaceae. Inga underarter finns listade i Catalogue of Life.